# スックプラサード・ポンピタック
スックプラサード・ポンピタック（Sukpraserd Ponpitak 、1987年11月15日 - ）は、タイ王国のプロボクサー。

## 来歴
2016年2月26日、元IBF世界フェザー級王者のビリー・ディブと対戦し、8R判定0-3(72-79、73-79、72-79)で敗れた。
2016年4月27日に大田区総合体育館で久我勇作とスーパーバンタム級8回戦を戦い、5回1分42秒TKO負けを喫した。
2019年5月8日、後楽園ホールで元IBF世界スーパーバンタム級王者の小國以載と対戦し、10回0-3（93-96、93-97、92-97）で判定負け負けを喫した。
2019年11月15日、後楽園ホールでOPBFバンタム級チャンピオンでIBF同級9位の栗原慶太と54.0キロ契約8回戦を行い、2回1分58秒TKO負けを喫した。
2023年10月28日、バンコクでシーサケット・ソー・ルンヴィサイに5回TKO負けを喫した。。

## 獲得タイトル
- PABAパンアジアスーパーバンタム級王座
- IBF環太平洋バンタム級王座